# Lenarczyce
Lenarczyce is een plaats in het Poolse district  Sandomierski, woiwodschap Święty Krzyż. De plaats maakt deel uit van de gemeente Obrazów en telt 480 inwoners.